# Limana
Limana là một đô thị ở tỉnh Belluno trong vùng Veneto, có vị trí cách khoảng 70 km về phía bắc của Venice và khoảng 5 km về phía tây nam của Belluno. Tại thời điểm ngày 31 tháng 12 năm 2004, đô thị này có dân số 4.667 và diện tích 39,2 km².
Đô thị Limana có các frazioni (các đơn vị trực thuộc, chủ yếu là thôn làng) (14) Canè, Ceresera, Cesa, Coi di Navasa, Dussoi, Limana Capoluogo, Navenze, Pieve di Limana, Polentes, Praloran, Refos, Ricomes, Triches, and Valmorel.
Limana giáp các đô thị: Belluno, Revine Lago, Sedico, Trichiana, Vittorio Veneto.